# Moulès-et-Baucels
Moulès-et-Baucels – miejscowość i gmina we Francji, w regionie Oksytania, w departamencie Hérault.
Według danych na rok 1990 gminę zamieszkiwało 297 osób, a gęstość zaludnienia wynosiła 13 osób/km² (wśród 1545 gmin Langwedocji-Roussillon Moulès-et-Baucels plasuje się na 628. miejscu pod względem liczby ludności, natomiast pod względem powierzchni na miejscu 316.).